# Залужанська сільська рада (Збаразький район)
Залужа́нська сільська́ ра́да — адміністративно-територіальна одиниця та орган місцевого самоврядування у Збаразькому районі Тернопільської області. Адміністративний центр — село Залужжя.

## Загальні відомості
Залужанська сільська рада утворена в 1940 році.
- Територія ради: 32,82 км²
- Населення ради: 1 837 осіб (станом на 2001 рік)
- Територією ради протікає річка Гнізна

## Населені пункти
Сільській раді були підпорядковані населені пункти:
- с. Залужжя
- с. Івашківці
- с. Ліски

## Склад ради
Рада складалася з 16 депутатів та голови.
- Голова ради: Кирилюк Зеновій Мирославович
- Секретар ради: Вальків Оксана Василівна

### Керівний склад попередніх скликань
| Прізвище, ім'я, по батькові  | Основні відомості                                                                                        | Дата обрання | Дата звільнення |
| ---------------------------- | --- | ------------ | --------------- |
| Кирилюк Зіновій Мирославович | Сільський голова, 1962 року народження, член Конгресу Українських Націоналістів                          | 26.03.2006   | 31.10.2010      |
| Кирилюк Зеновій Мирославович | Сільський голова, 1962 року народження, освіта середня загальна, член Конгресу Українських Націоналістів | 31.10.2010   |                 |

Примітка: таблиця складена за даними сайту Верховної Ради України

### Депутати
За результатами місцевих виборів 2010 року депутатами ради стали:

#### За суб'єктами висування
| Суб'єкт висування                                       | Кількість обраних депутатів | %    |
| ------------------------------------------------------- | --------------------------- | ---- |
| Самовисування                                           | 15                          | 93,8 |
| Політична партія Всеукраїнське об'єднання «Батьківщина» | 1                           | 6,3  |

#### За округами
| № округу                                                | Прізвище, ім'я, по батькові    | Дата визнання обраним | Освіта             | Партійна приналежність              | Відомості про обраного депутата                      |
| ------------------------------------------------------- | ------------------------------ | --------------------- | ------------------ | ----------------------------------- | ---------------------------------------------------- |
| Політична партія Всеукраїнське об'єднання «Батьківщина» |                                |                       |                    |                                     |                                                      |
| 5                                                       | Олещук Роман Романович         | 01.11.2010            | вища               | позапартійний                       | приватний підприємець                                |
| Самовисування                                           |                                |                       |                    |                                     |                                                      |
| 1                                                       | Білоус Ганна Михайлівна        | 01.11.2010            | середня            | позапартійна                        | тимчасово не працює                                  |
| 2                                                       | Кривогубець Володимир Маркович | 01.11.2010            | середня            | позапартійний                       | тимчасово не працює                                  |
| 3                                                       | Ходинчак Тарас Станіславович   | 01.11.2010            | вища               | позапартійний                       | тимчасово не працює                                  |
| 4                                                       | Вальків Оксана Василівна       | 01.11.2010            | вища               | позапартійна                        | Залужанська с/р, секретар                            |
| 6                                                       | Іваськів Андрій Петрович       | 01.11.2010            | вища               | позапартійний                       | ТДТУ ім. І.Пулюя, студент                            |
| 7                                                       | Кретініна Олександра Петрівна  | 01.11.2010            | вища               | позапартійна                        | Ясла-сад № 1 Калинонька, вихо-ватель                 |
| 8                                                       | Панахида Василь Володимирович  | 01.11.2010            | середня            | позапартійний                       | Збаразьке лісництво, ліс-ник                         |
| 9                                                       | Левків Дмитро Григорович       | 01.11.2010            | середня            | член Народного Руху України         | приватний підприємець                                |
| 10                                                      | Мерещак Марія Григорівна       | 01.11.2010            | середня            | позапартійна                        | Залужанська с/р, касир                               |
| 11                                                      | Ничка Павло Михайлович         | 01.11.2010            | вища               | позапартійний                       | Залужанська загальноосвітня школа І-ІІІ ст., вчитель |
| 12                                                      | Данилевич Степан Якович        | 01.11.2010            | середня спеціальна | позапартійний                       | приватний підприємець                                |
| 13                                                      | Шморгай Роман Романович        | 01.11.2010            | вища               | член Політичної партії «Фронт Змін» | приватний підприємець                                |
| 14                                                      | Гудима Світлана Євгенівна      | 01.11.2010            | вища               | позапартійна                        | Збаразька РДА, оператор комп'ютерного набору         |
| 15                                                      | Продан Петро Іванович          | 01.11.2010            | середня            | позапартійний                       | тимчасово не працює                                  |
| 16                                                      | Неділько Василь Федорович      | 01.11.2010            | середня            | позапартійний                       | пенсіонер                                            |